# 醫療契約
醫療契約為契約的一種，係約定以醫療提供者之給付行為為給付內容，而非以給付效果為給付內容，所以原則上屬於委任契約或近似委任契約之非典型契約，僅於當事人間有特別約定之例外，使得認定為承攬契約或雇傭契約。
如果救治的對象為路倒病人或是由第三人送來之緊急病患，該病人可能無行為能力，無法為有效醫療契約之締結，這種情形，似乎只能將之視為無因管理。
醫療契約中，醫方之當事人究竟為醫師、醫療機構或醫療強制保險機構，在醫療責任歸屬上有重要意義。私法上醫方究竟以誰為醫療關係的主體，而對病人負有醫療債務履行或不履行之責任，必須依具體狀況加以認定。病患前往具有法人地位的醫療機構就醫時，應以醫療機構為醫療契約之當事人，醫師及其他醫事人員則為醫療債務之履行輔助人。若醫療機構未組織為財團法人或其他法人時，醫方之當事人究竟為實際進行醫療之醫師或是所屬之醫療機構，在私法上並非全無疑問。司法上對於幾位醫師共同開業的醫療機構視為準法人，而共同開業醫師應為該醫療機構之醫療債務連帶負責。